# Saint-Paul-le-Gaultier
Pour les articles homonymes, voir Saint-Paul et Gaultier.
Saint-Paul-le-Gaultier est une commune française, située dans le département de la Sarthe en région Pays de la Loire, peuplée de 276 habitants.
La commune fait partie de la province historique du Maine.

## Géographie
Le village de Saint-Paul-le-Gaultier se trouve au sein du parc naturel régional Normandie-Maine et fait partie de la région des Alpes mancelles. La commune est située entre celles de Saint-Léonard-des-Bois et Saint-Georges-le-Gaultier.
Le point culminant est au nord, près du lieu-dit Saint-Toutain (243 m).
| Gesvres (53), Averton (53) | Saint-Léonard-des-Bois    | Saint-Léonard-des-Bois    |
| Saint-Aubin-du-Désert (53) | Saint-Paul-le-Gaultier    | Sougé-le-Ganelon          |
| Saint-Mars-du-Désert (53)  | Saint-Georges-le-Gaultier | Saint-Georges-le-Gaultier |

### Climat
Pour des articles plus généraux, voir Climat des Pays de la Loire et Climat de la Sarthe.
En 2010, le climat de la commune est de type climat océanique dégradé des plaines du Centre et du Nord, selon une étude du CNRS s'appuyant sur une série de données couvrant la période 1971-2000. En 2020, Météo-France publie une typologie des climats de la France métropolitaine dans laquelle la commune est dans une zone de transition entre le climat océanique et le climat océanique altéré et est dans la région climatique  Moyenne vallée de la Loire, caractérisée par une bonne insolation (1 850 h/an) et un été peu pluvieux. 
Pour la période 1971-2000, la température annuelle moyenne est de 10,8 °C, avec une amplitude thermique annuelle de 14,8 °C. Le cumul annuel moyen de précipitations est de 763 mm, avec 12,8 jours de précipitations en janvier et 7,1 jours en juillet. Pour la période 1991-2020, la température moyenne annuelle observée sur la station météorologique de Météo-France la plus proche, « Saint Germain_sapc », sur la commune de Fresnay-sur-Sarthe à 10 km à vol d'oiseau, est de 11,9 °C et le cumul annuel moyen de précipitations est de 695,6 mm,. Pour l'avenir, les paramètres climatiques de la commune estimés pour 2050 selon différents scénarios d'émission de gaz à effet de serre sont consultables sur un site dédié publié par Météo-France en novembre 2022.

## Urbanisme

### Typologie
Au 1er janvier 2024, Saint-Paul-le-Gaultier est catégorisée commune rurale à habitat très dispersé, selon la nouvelle grille communale de densité à sept niveaux définie par l'Insee en 2022.
Elle est située hors unité urbaine et hors attraction des villes,.

### Occupation des sols
L'occupation des sols de la commune, telle qu'elle ressort de la base de données européenne d’occupation biophysique des sols Corine Land Cover (CLC), est marquée par l'importance des territoires agricoles (98,8 % en 2018), une proportion identique à celle de 1990 (98,8 %). La répartition détaillée en 2018 est la suivante : 
prairies (55,1 %), terres arables (35,3 %), zones agricoles hétérogènes (8,4 %), forêts (1,2 %). L'évolution de l’occupation des sols de la commune et de ses infrastructures peut être observée sur les différentes représentations cartographiques du territoire : la carte de Cassini (XVIIIe siècle), la carte d'état-major (1820-1866) et les cartes ou photos aériennes de l'IGN pour la période actuelle (1950 à aujourd'hui).

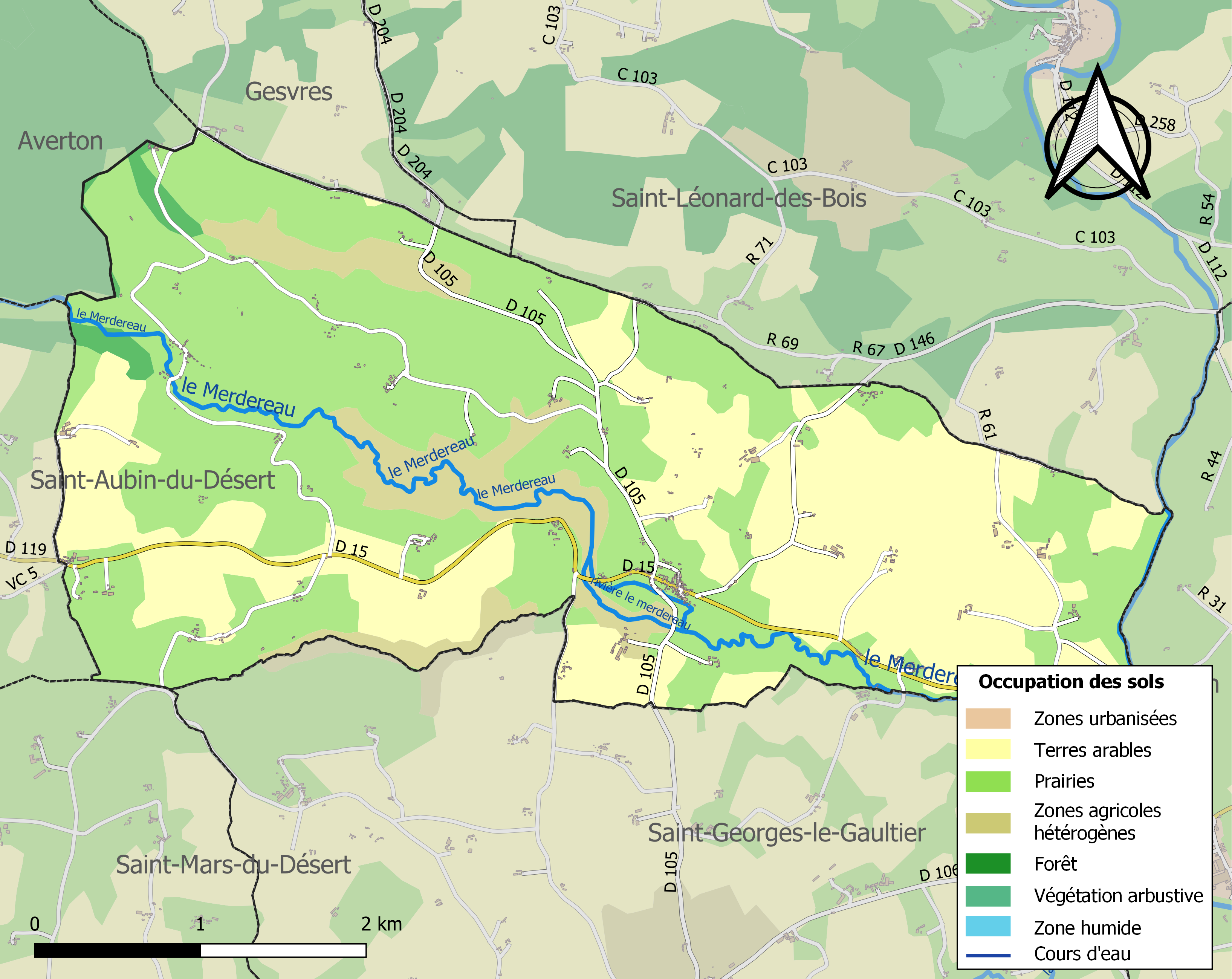
Carte des infrastructures et de l'occupation des sols de la commune en 2018 (CLC).

## Toponymie
Le nom de la localité est attesté sous la forme de S. Paulo Galteri en 1233,. La paroisse était dédiée à Paul de Tarse, apôtre du Christ.
En ancien français, l'article défini pouvait avoir l'usage de démonstratif : « Saint-Paul, celui de Gaultier », Gaultier étant un patronyme, partagé avec la localité voisine au sud, Saint-Georges-le-Gaultier.
Le gentilé est Saint-Paulois.

## Histoire
L'origine de ce village est assez peu connue. Certains[évasif] disent qu'elle serait due à la division du pays de Gaultier, aux environs du VIe siècle, en deux paroisses qui sont actuellement Saint-Paul et Saint-Georges. D'autres parlent juste de petits domaines d'exploitations, dont les origines sont incertaines. Plusieurs éléments attestés, la fondation de l'église au XIIe siècle et l'exploitation du moulin.

## Politique et administration
Le conseil municipal est composé de onze membres dont le maire et deux adjoints.

## Démographie
L'évolution du nombre d'habitants est connue à travers les recensements de la population effectués dans la commune depuis 1793. Pour les communes de moins de 10 000 habitants, une enquête de recensement portant sur toute la population est réalisée tous les cinq ans, les populations de référence des années intermédiaires étant quant à elles estimées par interpolation ou extrapolation. Pour la commune, le premier recensement exhaustif entrant dans le cadre du nouveau dispositif a été réalisé en 2004.
En 2022, la commune comptait 276 habitants, en évolution de −4,83 % par rapport à 2016 (Sarthe : −0,25 %, France hors Mayotte : +2,11 %).
Saint-Paul-le-Gaultier a compté jusqu'à 1 103 habitants en 1861.
| 1793 | 1800 | 1806 | 1821 | 1831 | 1836  | 1841  | 1846  | 1851  |
| ---- | ---- | ---- | ---- | ---- | ----- | ----- | ----- | ----- |
| 914  | 874  | 962  | 946  | 964  | 1 085 | 1 085 | 1 087 | 1 097 |

| 1856  | 1861  | 1866  | 1872  | 1876 | 1881 | 1886 | 1891 | 1896 |
| ----- | ----- | ----- | ----- | ---- | ---- | ---- | ---- | ---- |
| 1 082 | 1 103 | 1 041 | 1 002 | 954  | 959  | 941  | 958  | 852  |

| 1901 | 1906 | 1911 | 1921 | 1926 | 1931 | 1936 | 1946 | 1954 |
| ---- | ---- | ---- | ---- | ---- | ---- | ---- | ---- | ---- |
| 829  | 779  | 775  | 665  | 647  | 627  | 616  | 580  | 567  |

| 1962 | 1968 | 1975 | 1982 | 1990 | 1999 | 2004 | 2006 | 2009 |
| ---- | ---- | ---- | ---- | ---- | ---- | ---- | ---- | ---- |
| 544  | 488  | 446  | 355  | 264  | 260  | 272  | 273  | 290  |

| 2014 | 2019 | 2022 | - | - | - | - | - | - |
| ---- | ---- | ---- | - | - | - | - | - | - |
| 292  | 285  | 276  | - | - | - | - | - | - |

## Lieux et monuments

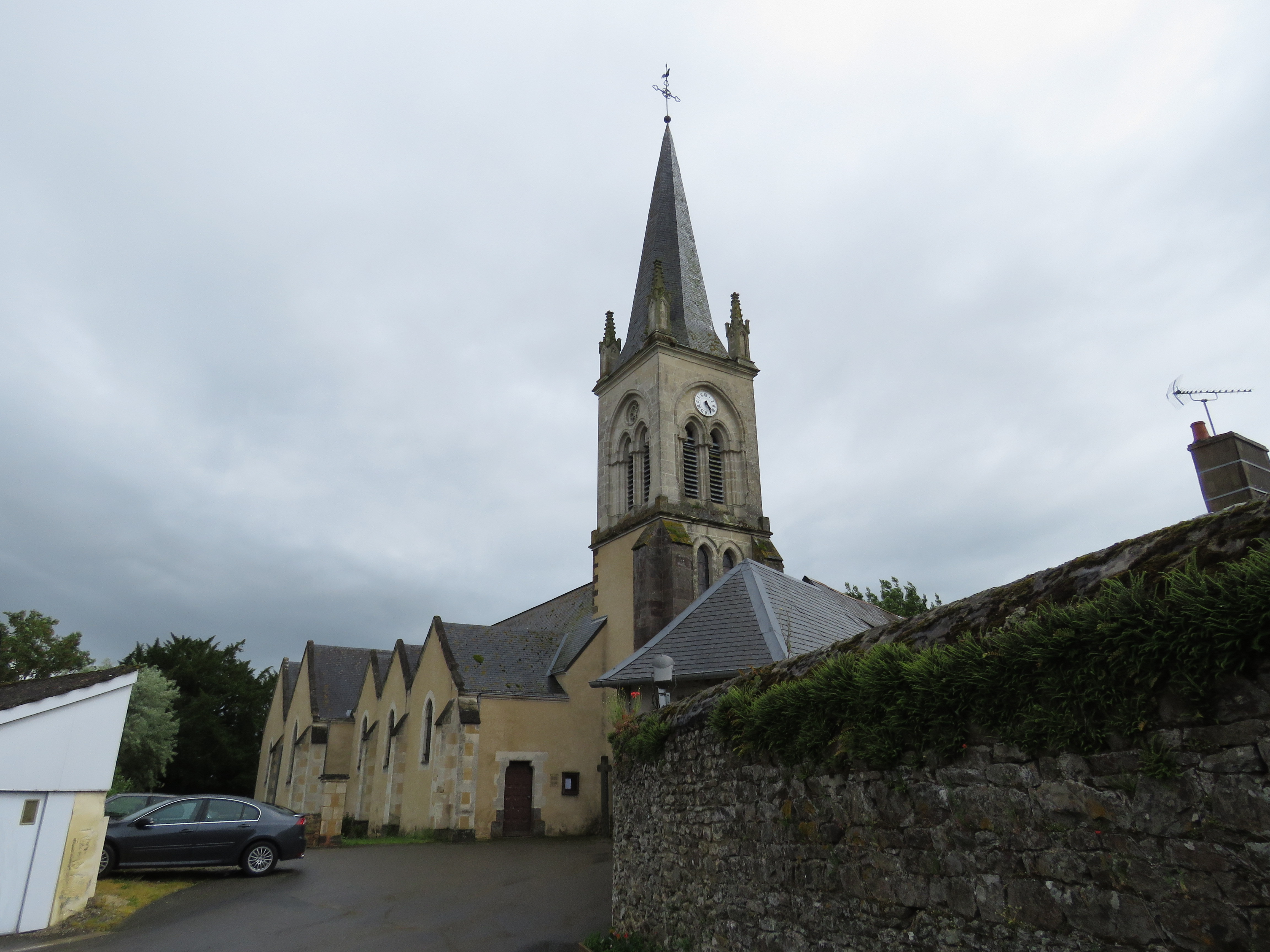
L'église Saint-Pierre-et-Saint-Paul.

- L'église Saint-Pierre-et-Saint-Paul : même si sa fondation remonte au XIIe siècle, aucune trace ne le laisse supposer. En effet, cette église a été totalement remaniée au XIXe siècle. En revanche, à l'intérieur elle a su conserver un magnifique retable en bois de la fin du XVIIe siècle.
- Maison ancienne dite maison de maître (propriété privée) : cette maison date de 1781 et serait l'œuvre de l'entrepreneur Jean Leboindre. Sa particularité est d'afficher l'appartenance du premier propriétaire à la franc-maçonnerie. En effet un écusson sur la façade principale présente les insignes du mouvement. On peut également y voir une niche renfermant une statue de saint Jean-Baptiste.

## Personnalités liées à la commune
- François-Michel Ronsard (1769 à Saint-Paul-le-Gaultier - 1836), officier de marine qui participa à l'expédition Baudin (1800-1804) dans les mers du Sud.